# Hypangitia
Hypangitia là một chi bướm đêm thuộc họ Noctuidae.